# Clervaux (tổng)
Clervaux là một tổng về phía bắc của Luxembourg, ở huyện Diekirch. Thủ phủ là Clervaux.
Tổng này bao gồm 8 thị trấn: 
- Clervaux
- Consthum
- Heinerscheid
- Hosingen
- Munshausen
- Troisvierges
- Weiswampach
- Wincrange

==Tham khảo==